# Rolls-Royce Twenty
Rolls-Royce Twenty — виготовлений між 1922 і 1929 роками, був «маленьким автомобілем» Rolls-Royce для 1920-х років і випускався разом із 40/50 Silver Ghost і наступником 40/50, Phantom. 

## Інженерія
Для автомобіля 3127 розроблений новий рядний 6 циліндровий верхньоклапанний двигун з поршнем діаметром 76 мм і ходом 114 мм. На відміну від двигуна Silver Ghost, циліндри були відлиті в один блок, а головка блоку циліндрів була знімною. Були встановлені як котушка, так і магнето запалювання. Ранні автомобілі мали 3-швидкісну механічну коробку передач з важелем перемикання в центрі автомобіля, але в 1925 році вона була замінена на чотиришвидкісну з традиційним правим перемиканням. Потужність передавалася на задню вісь через стандартний карданний вал з карданним шарніром на кожному кінці.
Потужне шасі мало жорстку передню і задню осі, підвішені на напівеліптичних ресорах, з гальмуванням спочатку тільки на задніх колесах. Гальма на чотири колеса з механічним сервоприводом були представлені в 1925 році. Був встановлений знаменитий радіатор Rolls-Royce з трикутною верхньою частиною, а ранні екземпляри мали емальовані горизонтальні планки, які пізніше змінилися на нікелеві і, нарешті, стали вертикальними.
У 1920 році шасі коштувало 1100 фунтів стерлінгів, а повний автомобіль з кузовом турер коштував приблизно 1600 фунтів стерлінгів. З кузовом до заводської рекомендованої ваги автомобіль міг досягати 97 км/год, але багато власників встановлювали великі кузови лімузинів, що неминуче негативно вплинуло на продуктивність.

## Галерея

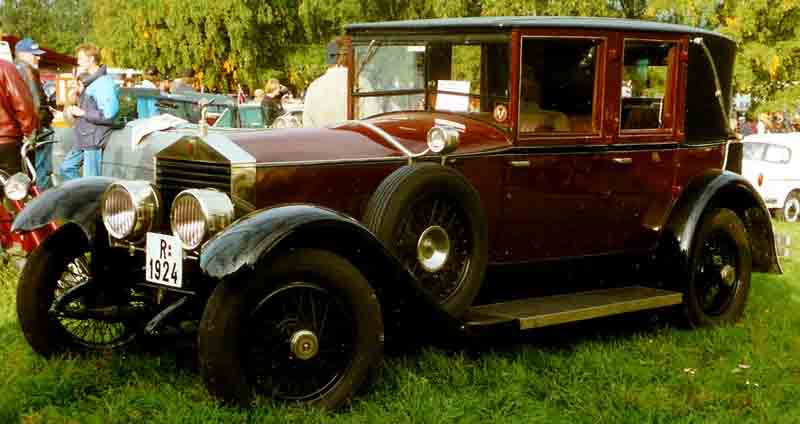
Rolls-Royce Twenty 1924
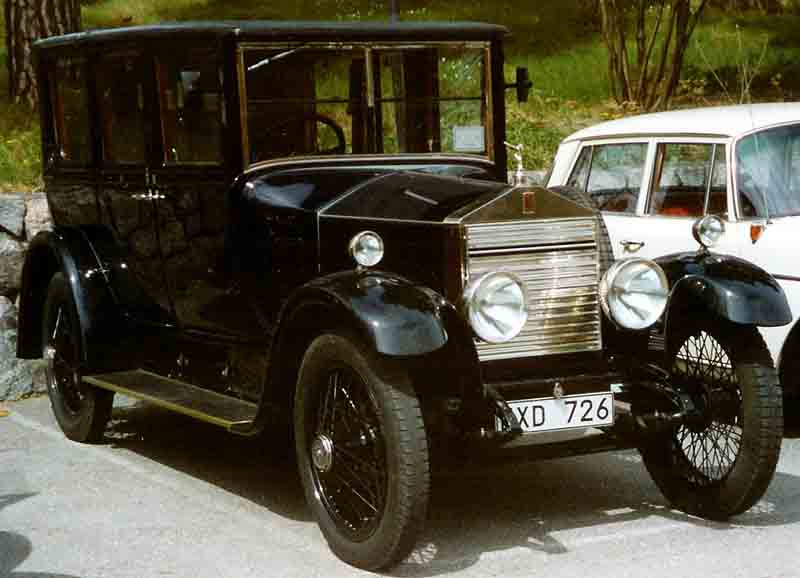
Rolls-Royce Twenty Landaulette 1925
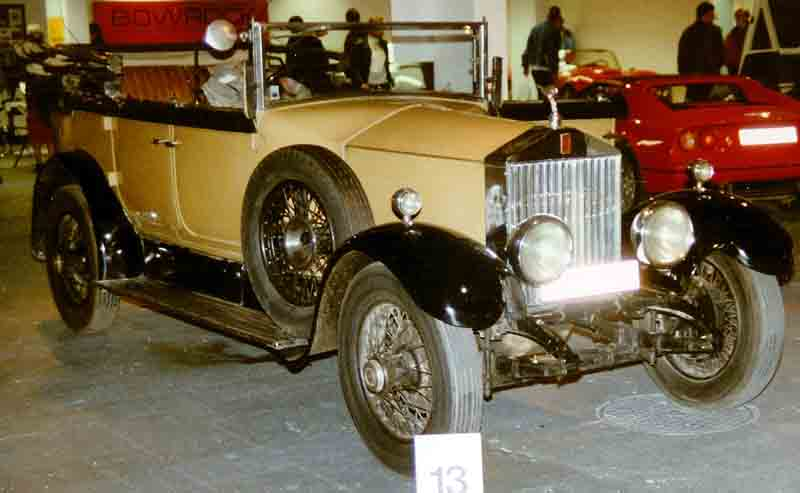
Rolls-Royce Twenty
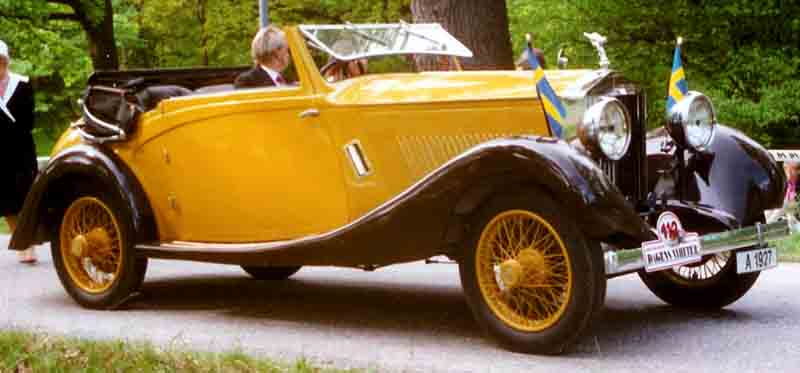
Rolls-Royce Twenty Drophead Coupé 1927
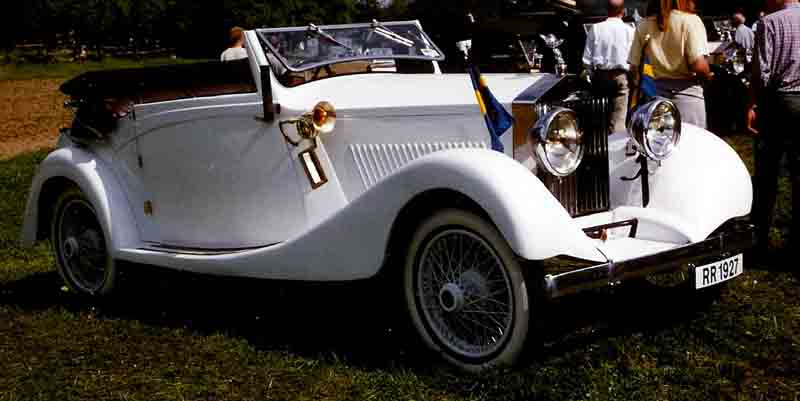
Rolls-Royce Twenty Drophead Coupé 1927
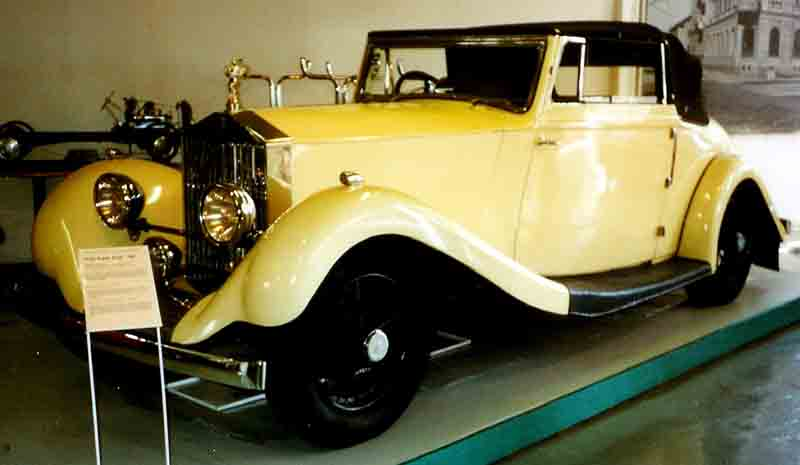
Rolls-Royce Twenty Drophead Coupé 1927